# رابرت ام. ساوینی
رابرت ام. ساوینی (انگلیسی: Robert M. Savini; ۲۹ اوت ۱۸۸۶ – ۲۹ آوریل ۱۹۵۶) اهالی کسب‌وکار بود. وی بین سال‌های ۱۹۳۳ تا ۱۹۵۶ میلادی فعالیت می‌کرد.